# Акрітархи
Акрітархи  (від дав.-гр. ἄκριτος "сумнівний, неясний" ἀρχή "походження") — мікроскопічні викопні рештки одноклітинних (чи тих, що здаються одноклітинними) організмів, які характеризуються наявністю органічної оболонки і центральної порожнини, різновид паліноморфів. Описані з відкладень починаючи з протерозою.
Геохронологічне поширення акрітархів бере початок з докембрію. Перша спостережувана адаптивна радіація має місце в тонійському періоді. Максимальне розповсюдження спостерігається з раннього кембрію. Має місце суттеве скорочення акрітархів у пізньому палеозої. Згодом нова адаптивна радіація в юрі, і наступне скорочення, наряду з крупним вимиранням фітопланктону в цілому в пізній крейді.
Виявлено досить високу різноманітність видів і родів акрітархів, деякі з’являються і зникають, інші існують досить тривалий час. Існує класифікація з досить детальними описами. Описано (рос. мова) щонайменше 234 види (у 27 комплексах), англ. мовою понад 480 видів.
Проведено аналіз двох таксонів неопротерозойських акритархів невідомої спорідненості, Multifronsphaeridium pelorium і Species A. Використовувалися електронно-мікроскопічний (РЕМ, ПЕМ) і хімічний (Інфрачервона-Фурьє спектроскопія, піроліз газ-хроматографія мас-спектроскопія, мас-спектроскопія термодесорбційна) методи. Дослідження надає ультраструктурне і молекулярно-біологічне свідоцтво щодо генетичного зв’язку (спорідненості) між неопротерозойськими акрітархами і зеленими водоростями Chlorophyceae.

## Поширення
Акрітархи зустрічаються у відкладеннях різного геологічного віку і широко поширені по усій земній кулі. У різні геологічні епохи видовий і родовий склад істотно розрізнявся, що, видимо, було зумовлено неоднаковістю умов для їх існування. Найбільше поширення вони мали в ордовику і силурі.

### Докембрій
Уже в докембрії зустрічається значна кількість акрітархів. В основному з круглою або еліпсоїдною оболонкою без внутрішнього тіла, за структурою: точкові, зернисті, продірявлені. Значно менше з гладкою структурою. Прості акрітархи круглої форми з гладкою поверхнею без шпильок (сфероморфні акрітархи) об'єднані в групу, умовно названу Sphaeromorph.
В районі ударного кратера Акраман, адаптивна радіація акрітархів, відбувається якраз над рівнем шару викиду, і деякі автори припускають, що, можливо, це і є її причиною. Відзначається близькість кратера до області едіакарської біоти, хоча, ймовірно, значення не настільки істотне, в ймовірні глобальні наслідки удару.

### Кембрій
У кембрії спостерігається значна видова і родова різноманітність. Описано щонайменше 86 видів акрітархів. За структурою гладенькі і шиповаті. Найбільше поширення набуло в родах: Baltisphaeridium, Priscogalea, Cymatiogalea, Cymatiosphaera, Dictiotidium, а також сфероморфні акрітархи (групи Sphaeromorph).

### Ордовік
Ордовікські відкладення надзвичайно різноманітні, оскільки це час розквіту акрітархів. Найбільше поширення набули роди: Baltisphaeridium, Peteinosphaeridium, Leiovalia, Tasmanites, а також сфероморфні акрітархи (групи Sphaeromorph).

### Силур
Силурійські акрітархи дуже різноманітні. Найбільш численні і різноманітні архітархи родів: Baltisphaeridium, Cymatiosphaera, Leiofusa, Micrhystridium, Multiplicsphaeridium, Tasmanites, Veryhachium.

### Девон
Девонський період відрізняється меншим розмаїттям у видовому і родовому складу. Найбільша різноманітність у цьому періоді у родах: Baltisphaeridium, Micrhystridium, Veryhachium, Pterospermella, Duvernaysphaera.

### Карбон
Карбонові акрітархи найменш різноманітні, ця різноманітність головним чином стосується розповсюджених родів: Baltisphaeridium, Micrhystridium.

### Перм
Пермський період вирізняється незначною кількістю в основному представленому родами: Baltisphaeridium, Micrhystridium.

## Цікаві факти
В окремих випадках з'ясовувалося, що яйця багатоклітинних, що покояться, які раніше знаходили окремо від ембріонів, помилково відносили до групи акрітархів, зокрема в формації Доушаньто.

### В інших розділах
- Ceratophyton[en]
- Chitinozoan[en]
- Dengying Formation[en]
- Cefn-cerig Road[en]
- Torridonian[en]

## Ресурси Інтернету
- CIMP Subcommission on Acritarchs
- Commission Internationale de Microflore du Paléozoique (CIMP), international commission for Palaeozoic palynology.
- The Micropalaeontological Society [Архівовано 8 грудня 2004 у Wayback Machine.]
- The American Association of Stratigraphic Palynologists (AASP) [Архівовано 2 березня 2001 у Wayback Machine.]